# Grevillea sericea
Grevillea sericea es un arbusto endémico de Nueva Gales del Sur, Australia.

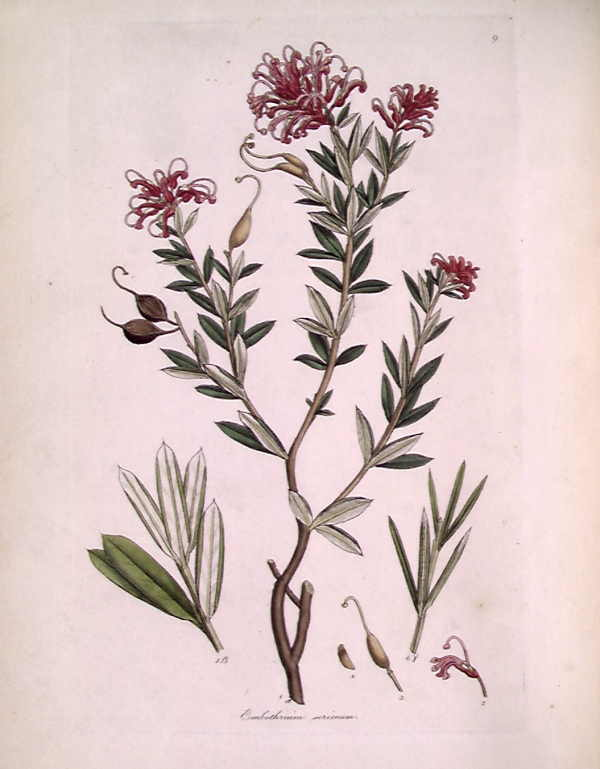
Ilustración

## Características
Crece como un arbusto que alcanza de 0,5 a 2 metros de altura. Tiene ramas angulares y hojas ovales de 5 cm de longitud y de 2-5 mm de ancho. Las flores son rosas y como en otras  Grevillea se producen en inflorescencias de muchas flores.

## Taxonomía
La especie fue descrita por primera vez en 1793 por James Edward Smith en el libro  Un espécimen de la Botánica de Nueva Holanda como Embothrium sericeum var. minor. En 1810, Robert Brown la incluyó en  Grevillea como G. sericea.
Otros sinónimos:
- Grevillea riparia R.Br.
- Grevillea stricta R.Br.
- Embothrium sericeum
- Lysanthe sericea (Sm.) Knight

Se le reconocen dos subespecies: G. sericea subsp. riparia and G. sericea subsp. sericea.
Las especies híbridas con G. diffusa subsp. diffusa y G. linearifolia.

## Distribución
Las especies silvestres se desarrollan en Nueva Gales del Sur, desde el sur de Sídney a Mudgee y norte de Toronto y Wyee.